# Apelern
Apelern è un comune di 2.624 abitanti della Bassa Sassonia, in Germania.
Appartiene al circondario (Landkreis) di Schaumburg (targa SHG) ed è parte della comunità amministrativa (Samtgemeinde) di Rodenberg.
Comprende le frazioni di Groß Hegesdorf, Kleinhegesdorf, Lyhren, Reinsdorf e Soldorf.